# محمد شهر
محمد شهر (بالفارسية: محمدشهر) هي مدينة تقع في إيران في قسم. يقدر عدد سكانها بـ 83,126 نسمة .